# Aiba Hiroki
Aiba Hiroki (相葉弘樹 Aiba Hiroki, Tương Diệp Hoằng Thụ) là một diễn viên, ca sĩ, kiêm vũ công của Nhật. Vai diễn làm cậu nổi tiếng là vai Fuji Syusuke trong loạt Prince of Tennis musicals và Prince of Tennis live-action. Trước khi đóng vai Fuji, Aiba đã ở trong một nhóm nhảy đường phố tên BRIGHTS. Nhóm tan rã vào năm 2004.

## Nghề nghiệp

### VớiBRIGHTS
Aiba là một thành viên trong nhóm nhảy đường phố đã tan rã, BRIGHTS. Hai thành viên còn lại trong nhóm là Koga Atsushi và TAKUYA, người sau này sẽ đóng vai Jirou Akutagawa trong Prince of Tennis musicals chung với Aiba. Nhóm nhảy tan rã bởi vì Aiba gia nhập vào công ty AVEX (hiện nay cậu vẫn ở trong công ty này) sau khi tham gia và chiến thắng trong cuộc thi JUNON BOY. Đầu tiên, nhóm nhảy có bốn người, nhưng không lâu sau đó, người đầu tiên rời nhóm, đến Aiba, TAKUYA và cuối cùng là Atsushi. Thời gian đó, Aiba vẫn chỉ là một vũ công nghiệp dư và trong blog cũ, cậu đã viết là cậu nợ TAKUYA rất nhiều về việc TAKUYA đã chỉ dạy cho Aiba những cách nhảy mới.
BRIGHTS biểu diễn ở công viên Yoyogi (代々木公園) từ tháng 8-2003 đến tháng 4-2004.

### Trong vaiFuji Syusuke(Prince of Tennis musicals)

Aiba trong vai Fuji

Năm 2005, Aiba được chọn đóng vai Fuji Syusuke, một thành viên trong câu lạc bộ tennis của trường Seigaku. Cậu trở thành người thứ 3 diễn vai này. Lần đầu tiên công diễn của Aiba trong vai Fuji là ngày 8 tháng 1 năm 2005 trong vở Winter 2004-2005 Side Yamabuki tại Osaka. Trong cùng năm đó, Aiba cũng được chọn vào cùng vai trong bộ phim Prince of Tennis live-action.
Aiba đã diễn trong các vở nhạc kịch:
- Tenimyu in Winter: Side Yamabuki - Featuring St Rudolph
- Dream Live 2nd: Second Live concert
- Imperial Match Hyotei
- Hyoutei in Winter
- Dream Live 3rd: Third Live concert

Ngày 29 tháng 3 năm 2006, trong Dream Live 3, Aiba đã không tốt nghiệp cùng với các bạn đồng diễn bởi vì cậu ấy quyết định tiếp tục biểu diễn các vở nhạc kịch tiếp theo với vai trò là người hướng dẫn những diễn viên mới.
Hiện nay, Aiba vẫn tiếp tục diễn vai Fuji trong các vở sau:
- Advancement Match Rokkaku - Featuring Hyotei Gakuen
- Absolute King Rikkaidai feat. Rokkaku ~ First Service
- Dream Live 4

Aiba đã phát hành một album Best Actor's vào năm 2006, gọi là The Prince of Tennis Musicals Best Actor's Series 003 – Hiroki Aiba as Syuuke Fuji.

### Trong vaiFuji Syusuke(Prince of Tennis live-action)
Aiba diễn vai Fuji Syusuke trong bộ phim Prince of Tennis live-action. Cậu ấy cùng diễn với hầu hết các diễn viên trong dàn diễn viên của Prince of Tennis musicals. Tuy nhiên, có một vai diễn được thay đổi, người mới là Hongo Kanata trong vai Echizen Ryoma, nhân vật chính.
Prince of Tennis live-action được công chiếu vào ngày 13 tháng 5 năm 2006.

## Cuộc sống riêng
Aiba có một blog Lưu trữ ngày 28 tháng 11 năm 2006 tại Wayback Machine, riêng, nơi mà cậu ấy thường xuyên update.

## Các bộ phim Aiba đã tham dự
| Năm  | Tên phim                               | Vai diễn                       | Chú thích                |
| ---- | -------------------------------------- | ------------------------------ | ------------------------ |
| 2004 | Occult Tantei-dan Shiningyou no Hakaba | Hara Takashi                   |                          |
| 2006 | Ie Kaidan (家怪談)                     | N/A                            | Tập 3 của bộ phim Kaidan |
| 2006 | The Prince of Tennis                   | Fuji Syusuke                   |                          |
| 2007 | Sukitomo                               | Yoshiki Maeda                  |                          |
| 2009 | Samurai Sentai Shinkenger              | Ryunosuke Ikenami/Shinken Blue |                          |

## Âm nhạc

### Albums
Aiba chỉ mới phát hành một album.
Album được phát hành cho Prince of Tennis musicals ở Nhật (JPN). Trong album này còn có sự góp mặt của KENN (người đóng vai Fuji Yuuta).
| Năm  | Ảnh bìa | Thông tin | Bảng xếp hạng |
| Năm  | Ảnh bìa | Thông tin | JPN           |
| ---- | ------- | --- | ------------- |
| 2006 |         | Musical Tennis no Ohjisama (The Prince of Tennis) The Best Actor's Series 003 Hiroki Aiba as Syusuke Fuji - Ngày phát hành: ngày 26 tháng 7 năm 2006 - 1st Studio album - Formats: CD | N/A           |

Tên bài hát
Track Listings for the Album:
1. "Tsubasa no Kizuna" (with KENN as Yuuta Fuji)
2. "Shootin' Your Smile"
3. "Yume no Kidou"
4. "Instrumental ~ Fuji vs Ryoma"
5. "Yume wo Tsunage - Syuusuke Solo Edition"
6. "HAND IN HAND"
7. "Instrumental ~ Fuji vs Akutagawa Jirou DL3. KIRA★KIRA ver."
8. "Instrumental ~ Fuji vs Mizuki"
9. "Run Run Run - Brother's Edition" (with KENN as Yuuta Fuji)
10. "Aiba Hiroki & KENN Message for you"

## Sân khấu

### Nhạc kịch
- 2005-hiện tại Fuji Syusuke - The Prince of Tennis Musicals

### Kịch
- 11-7 đến 19-7 năm 2006 - Switch wo Osutoki ~Kimi-tachi wa Naze Ikiteirunda?~

## Giải thưởng
Giải khán giả bình chọn của cuộc thi JUNON SUPER BOY lần thứ 16 (hạng 3)